# Hinton (Alberta)
Hinton [ˈhɪntən] ist eine Kleinstadt in Alberta (Kanada), etwa 70 km nördlich von Jasper und 300 km westlich von Edmonton. Sie wurde nach W. D. Hinton benannt, der stellvertretender Vorsitzender der Grand Trunk Pacific Railway war. Hinton besteht als anerkannte Ortschaft seit 1928, hat ihre Lage aber mehrmals geändert und streckt sich jetzt auf einer Länge von zwölf Kilometern hin.

## Geschichte
Die erste Ansiedlung in der Gegend war entlang des Hardisty Creek, wo eine Gruppe Indianer aus der Gegend von Jasper Mitglieder zurückließ, die an Pocken erkrankt war, während der Rest der Gruppe weiter zur Missionsstation Lac Ste Anne zog, um medizinische Hilfe zu finden. Zu dieser Zeit grassierte unter den Indianerstämmen Albertas eine Pockenepidemie. Die Gegend wurde daher um 1870 Cache Picote (Pocken Lager) genannt.
Im Jahr 1888 errichtete Jack Gregg am Muskuta Creek (damals Prairie Creek) einen Handelsposten. 1914 legt die Canadian Northern Railway eine Station mit dem Namen Bliss in der Gegend an. 1915 wurde in Dalehurst die Poststation für Hinton errichtet, Entrance diente als Zentrum für Hinton (benannt nach dem Eingangstor zum Jasper-Nationalpark). Die Canadian Northern Railway stellte den Betrieb der Eisenbahnstrecke jedoch 1926 ein.
In den 1930er-Jahren erlebte die Bevölkerung in Hinton einen Boom, als der Steinkohlenbergbau aufgenommen wurde. In der darauffolgenden Rezession ging sie wieder auf weniger als 100 Einwohner zurück. 1955 nahm sie wieder zu, als eine Zellstofffabrik angelegt wurde. Die Fabrik ließ Hinton und den Nachbarort Drinnan anwachsen, bis beide Orte 1958 zu einer einzigen Stadt unter dem Namen Hinton zusammengelegt wurde.
Am 8. Februar 1986 kam es am Stadtrand von Hinton zum Eisenbahnunfall von Dalehurst, als ein CN-Güterzug und ein VIA-Personenzug frontal zusammenstießen. Der Güterzug überfuhr an einer Betriebsstelle ein „Halt!“ zeigendes Signal und kollidierte unmittelbar danach auf der einspurigen Strecke mit dem entgegenkommenden Personenzug. 23 Menschen starben, weitere 71 wurden verletzt.

## Demographie
Der Zensus im Jahr 2021 ergab für die Stadt eine Bevölkerung von 9817 Einwohnern, nachdem der Zensus im Jahr 2016 für die Gemeinde noch eine Bevölkerung von 9882 Einwohnern ergeben hatte. Die Bevölkerung hat damit im Vergleich zum letzten Zensus im Jahr 2016 entgegen dem Trend in der Provinz um 0,7 % abgenommen, während der Provinzdurchschnitt bei einer Bevölkerungszunahme von 4,8 % lag. Bereits im letzten Zensuszeitraum von 2011 bis 2016 hatte die Bevölkerung unterdurchschnittlich entwickelt und nur um 2,5 % zugenommen, bei einer durchschnittlichen Bevölkerungszunahme von 11,6 % in der Provinz.
Im Rahmen des „Census 2021“ wurde für die Gemeinde ein Medianalter von 38,0 Jahren ermittelt. Das Medianalter der Provinz lag 2016 bei 38,4 Jahren. Das örtliche Durchschnittsalter lag bei 38,8 Jahren, bzw. bei 39,0 Jahren in der Provinz. Beim „Census 2016“ wurde für die Gemeinde noch ein Medianalter von 37,2 Jahren ermittelt und für die Provinz von 36,7 Jahren, sowie ein örtliches Durchschnittsalter von 37,6 Jahren ermittelt und für die Provinz von 37,8 Jahren.

## Wirtschaft und Infrastruktur
Die Wirtschaft von Hinton wurde lange Zeit durch den Kohlebergbau, die Zellstoffherstellung und durch seine Funktion als Versorgungszentrum auf der Strecke von Edmonton nach Jasper bestimmt. In der letzten Zeit hat es, als Eingangstor zum Jasper-Nationalpark, auch eine eigene Tourismusindustrie aufgebaut.
Hinton ist nach Edson der zweite typische Haltepunkt auf dem Highway 16 (Yellowhead) zwischen Edmonton und Jasper.
In Hinton befindet sich eine Strecke der Canadian National Railway (CN) sowie eine Station der VIA Rail Canada. An der Bahnstation stoppt der transkontinentale Fernverkehrszug The Canadian der VIA Rail auf seiner Fahrt zwischen Toronto und Vancouver.

## Kultur und Sehenswürdigkeiten
Hinton ist der Ausgangspunkt des Coal Branch, einer 250 km langen reizvollen Strecke durch eine Hügellandschaft im Vorfeld der Rocky Mountains, in der sich verlassene Kohleminen befinden. Der Athabasca Tower, ein Waldbrandwachturm, bietet eine beeindruckende Aussicht auf die Rocky Mountains. Der Beaver Boardwalk im südlichen Teil der Stadt ermöglicht das Beobachten von Bibern und anderen Tieren. Zu den  Ausflugszielen gehören die Brule Sand Dunes, Emerson Lake und der Ogre Canyon. Hinton ist auch als eines der besten Skilanglaufresorts Nordamerikas bekannt. 1987 fanden hier Wettkämpfe des Biathlon-Weltcups statt.

## Söhne und Töchter der Stadt
- Dave Scatchard (* 1976), kanadischer Eishockeyspieler
- Melissa Jones (* 1982), kanadische Naturbahnrodlerin
- Greg Jones (* 1987), kanadischer Naturbahnrodler